# ラプソディー (映画)
『ラプソディー』（Rhapsody）は、1954年に公開されたアメリカ合衆国の映画。
チャイコフスキーのヴァイオリン協奏曲とラフマニノフのピアノ協奏曲第二番を主題としたミュージカル・ドラマ作品である。ヘンリー・ハンデル・リチャードソンの小説を基にチャールズ・ヴィダーが監督し、エリザベス・テイラーらが出演した。

## キャスト
| 役名                 | 俳優                       | 日本語吹替   | 日本語吹替 |
| 役名                 | 俳優                       | NHK総合版    | 東京12ch版 |
| -------------------- | -------------------------- | ------------ | ---------- |
| ルイーズ・デュラント | エリザベス・テイラー       | 高須賀夫至子 | 池田昌子   |
| ポール・ブロンテ     | ヴィットリオ・ガスマン     | 植田譲       | 納谷悟朗   |
| ジェームズ・ゲスト   | ジョン・エリクソン         | 堀勝之祐     | 中田浩二   |
| ニコラス・デュラント | ルイス・カルハーン         | 木村幌       | 櫻片達雄   |
| シューマン教授       | マイケル・チェーホフ       |              | 川久保潔   |
| エフィー・ケーヒル   | バーバラ・ベイツ           |              |            |
| ドーブ               | スチュアート・ホイットマン |              |            |
| ケーヒル夫人         | マッジ・ブレイク           |              |            |

- NHK総合版：初回放送1969年6月28日『劇映画』[2]
- 東京12ch版：初回放送1972年9月14日『木曜洋画劇場』

## スタッフ
- 監督：チャールズ・ヴィダー
- 製作：ローレンス・ウェインガーテン（英語版）
- 原作：ヘンリー・ハンデル・リチャードソン（英語版）
- 翻案：ルース・ゲイツ（英語版）、オーガスタ・ゲイツ
- 脚本：フェイ・ケニン（英語版）、マイケル・ケニン
- 撮影：ロバート・プランク（英語版）
- 編集：ジョン・D・ダニング（英語版）
- 音楽監督：ジョニー・グリーン
- 音楽：ブロニスラウ・ケイパー